# A Real Pain
A Real Pain ist ein US-amerikanisch-polnischer Spielfilm von Jesse Eisenberg aus dem Jahr 2024. Die Hauptrollen spielen Eisenberg und Kieran Culkin. Der Titel trägt doppelte Bedeutung; einerseits bezieht er sich auf den „echten Schmerz“ über das Familientrauma der Shoa, andererseits verweist er umgangssprachlich auf Culkins Figur als „wahre Plage“.

## Handlung
Die Tragikomödie handelt von zwei ungleichen Cousins jüdischer Abstammung, die zum Gedenken an ihre geliebte, vor kurzem verstorbene Großmutter nach Polen reisen. Sie besuchen mit ihrer Reisegruppe zunächst Warschau und reisen dann weiter nach Lublin. Von Lublin aus besuchen sie das KZ Majdanek, was die ganze Reisegruppe sehr erschüttert. Die letzte Etappe führt sie zu dem Haus, in dem ihre Großmutter zuletzt gelebt hatte – vor ihrer Deportation in verschiedene Konzentrationslager. Sie fliegen von Warschau zurück nach New York, wo sich ihre Wege wieder trennen.
Auf der Reise treten alte Spannungen zwischen den beiden vor dem Hintergrund ihrer Familiengeschichte wieder auf. David empfindet Frustration und echte Liebe gegenüber Benji, während dieser versucht, mit respektlosem Charme seine tieferliegende Melancholie zu verstecken. Beide müssen feststellen, dass sich ihre Leben auseinanderentwickelt haben.

## Hintergrund

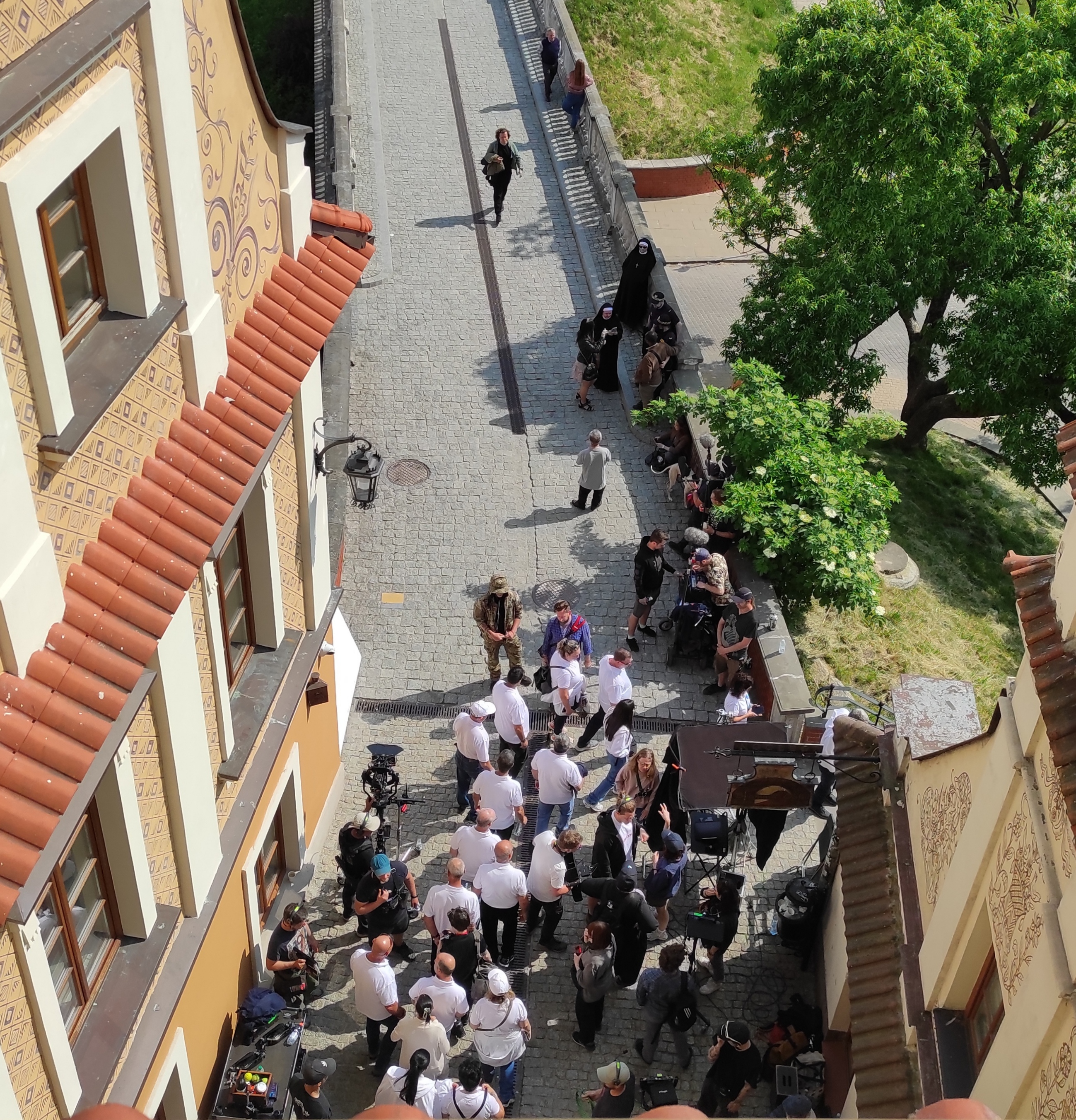
Dreharbeiten in Lublin

Es handelt sich um den zweiten Spielfilm als Drehbuchautor und Regisseur des vorrangig als Schauspieler bekannten Jesse Eisenberg. Dieser besitzt neben der US-amerikanischen auch die polnische Staatsbürgerschaft. Für A Real Pain zeichnete er sich als Drehbuchautor, Regisseur, Co-Hauptdarsteller und Co-Produzent verantwortlich. Als weiterer Hauptdarsteller wurde Kieran Culkin verpflichtet. Weitere Produzenten waren die vor allem auch als Schauspielerin bekannte Emma Stone und ihr Mann Dave McCary. Die Kamera führte der preisgekrönte polnische Kameramann Michał Dymek. Für die Filmmusik wurden Stücke Frédéric Chopins verwendet.

## Synchronisation
Die deutschsprachige Synchronisation entstand nach einem Dialogbuch und unter der Dialogregie von Masen Abou-Dakn für die in Berlin ansässige Interopa Film GmbH.
| Rolle        | Darsteller      | Synchronsprecher          |
| ------------ | --------------- | ------------------------- |
| Benji Kaplan | Kieran Culkin   | Constantin von Jascheroff |
| David Kaplan | Jesse Eisenberg | Konrad Bösherz            |
| Marcia       | Jennifer Grey   | Ulrike Stürzbecher        |
| James        | Will Sharpe     | Nicolás Artajo            |
| Eloge        | Kurt Egyiawan   | Selam Tadese              |
| Mark         | Daniel Oreskes  | Hanns-Jörg Krumpholz      |
| Diane        | Liza Sadovy     | Sabina Trooger            |

## Rezeption

### Veröffentlichung und Einspielergebnis
Die Uraufführung von A Real Pain fand am 20. Januar 2024 im Hauptwettbewerb des 40. Sundance Film Festivals statt. In den kommenden Monaten gelangte der Film ins Programm von mehr als zwei Dutzend internationalen Filmfestivals, darunter Rio de Janeiro, New York, Busan, Zürich (Europa-Premiere), London, Valladolid, Wien und Chicago (jeweils im Oktober) sowie Mannheim-Heidelberg, Taiwan, Stockholm und Mar del Plata (jeweils im November).
Am 1. November 2024 lief das Werk im Verleih von Searchlight Pictures in ausgewählten US-amerikanischen Kinos an. Bis Anfang Januar 2025 erzielte der Film international ein Einspielergebnis von 11,8 Millionen US-Dollar, davon entfielen 8 Millionen US-Dollar auf Einnahmen aus Nordamerika. Die Produktionskosten beliefen sich auf 3 Millionen US-Dollar.
Am 16. Januar 2025 startet der Film in Deutschland in den Kinos, während er in den USA am selben Tag auf Disney+ veröffentlicht wird.

### Kritiken
Im Online-Katalog des Sundance Film Festivals lobten die Veranstalter Eisenberg für sein „intimes, klangvolles Drehbuch“. Es ergänze „die Spannung und den Humor des turbulenten Roadtrips der beiden sehr unterschiedlichen Cousins mit einer einfühlsam gezeichneten Abrechnung über das Erbe des Zweiten Weltkriegs unter den Überlebenden der Überlebenden“. Hervorgehoben wurden auch die Schauspielleistungen von Eisenberg und Culkin sowie die Kamera und die Filmmusik.
Die englischsprachige Filmkritik folgte der Einschätzung des Sundance Filmfestivals. Von den auf der Website Rotten Tomatoes aufgeführten Kritiken sind 96 Prozent positiv bei einer durchschnittlichen Bewertung mit 8,4 von 10 möglichen Punkten. Der auf der Website erhobene Konsens der Kritiker pries A Real Pain als „witziges, emotionales Drama“ an. Auch die Leinwandpräsenz von Kieran Culkin sowie die Leistung von Drehbuchautor, Regisseur und Ko-Darsteller Jesse Eisenberg wurde gelobt. Ein ähnliches Bild hinsichtlich der Bewertung ergibt sich auf der Website Metacritic. Dort erhielt A Real Pain 86 von 100 möglichen Punkten, basierend auf mehr als 50 ausgewerteten englischsprachigen Kritiken. Dies entspricht einhelligem Beifall („universal acclaim“) und es wurde eine eindeutige Filmempfehlung („must-see“) ausgesprochen.

### Auszeichnungen
A Real Pain wurde in der Filmpreissaison 2024/25 für mehr als 150 internationale Film- und Festivalpreise nominiert, von denen das Werk über 60 gewinnen konnte. Vielfach preisgekrönt wurde die Schauspielleistung von Kieran Culkin. Für seine Nebenrolle des Benji Kaplan erhielt er u. a. einen Oscar, den Golden Globe Award sowie die Auszeichnungen der Filmkritikervereinigungen von  New York, Los Angeles, des National Board of Review und der National Society of Film Critics. Drehbuchautor, Regisseur und Hauptdarsteller Jesse Eisenberg wurde für zwei Golden Globe Awards nominiert (Hauptdarsteller, Drehbuch). Sein Filmskript brachte ihm außerdem ebenfalls eine Oscar-Nominierung, die Drehbuchpreise des Sundance Film Festivals, der Filmkritikervereinigung von Los Angeles und des National Society of Film Critics ein. Darüber hinaus wurde A Real Pain als beste Filmkomödie für den Golden Globe und den Critics’ Choice Movie Award nominiert und in die Bestenlisten des American Film Institutes (AFI) und des National Board of Review aufgenommen.
Gewonnene Preise und Nominierungen im Überblick:
| Filmpreis/Institution (Auswahl)                    | Kategorie                                                | Resultat      | Preisträger / Nominierte |
| 1) Filmpreise                                      | 1) Filmpreise                                            | 1) Filmpreise | 1) Filmpreise            |
| -------------------------------------------------- | -------------------------------------------------------- | ------------- | ------------------------ |
| Oscar (2025)                                       | Bestes Originaldrehbuch                                  | Nominiert     | Jesse Eisenberg          |
| Oscar (2025)                                       | Bester Nebendarsteller                                   | Gewonnen      | Kieran Culkin            |
| Golden Globe Awards (2025)                         | Bester Film – Komödie oder Musical                       | Nominiert     | k. A.                    |
| Golden Globe Awards (2025)                         | Bestes Drehbuch                                          | Nominiert     | Jesse Eisenberg          |
| Golden Globe Awards (2025)                         | Bester Hauptdarsteller – Komödie oder Musical            | Nominiert     | Jesse Eisenberg          |
| Golden Globe Awards (2025)                         | Bester Nebendarsteller                                   | Gewonnen      | Kieran Culkin            |
| Critics’ Choice Movie Awards (2025)                | Beste Filmkomödie                                        | Gewonnen      | k. A.                    |
| Critics’ Choice Movie Awards (2025)                | Bestes Originaldrehbuch                                  | Nominiert     | Jesse Eisenberg          |
| Critics’ Choice Movie Awards (2025)                | Beste Nebendarsteller                                    | Gewonnen      | Kieran Culkin            |
| Independent Spirit Awards (2025)                   | Bestes Drehbuch                                          | Gewonnen      | Jesse Eisenberg          |
| Independent Spirit Awards (2025)                   | Beste Nebenrolle                                         | Gewonnen      | Kieran Culkin            |
| Gotham Awards (2024)                               | Bester Nebendarsteller                                   | Nominiert     | Kieran Culkin            |
| AFI Award (2025)                                   | Bester Film des Jahres                                   | Gewonnen      | k. A.                    |
| 2) Festivals                                       |                                                          |               |                          |
| Sundance (2024)                                    | Bester Spielfilm                                         | Nominiert     | Jesse Eisenberg          |
| Sundance (2024)                                    | Waldo Salt Screenwriting Award                           | Gewonnen      | Jesse Eisenberg          |
| Palm Springs (2025)                                | Bester Nachwuchsdarsteller                               | Gewonnen      | Kieran Culkin            |
| Santa Barbara (2025)                               | Virtuoso Award                                           | Gewonnen      | Kieran Culkin            |
| La Roche-sur-Yon (2024)                            | Spezialpreis der Jury                                    | Gewonnen      | Jesse Eisenberg          |
| 3) Kritikervereinigungen                           |                                                          |               |                          |
| National Board of Review (2024)                    | Aufnahme in die Top-Ten-Filme                            | Gewonnen      | k. A.                    |
| National Board of Review (2024)                    | Bester Nebendarsteller                                   | Gewonnen      | Kieran Culkin            |
| New York Film Critics Circle (2024)                | Bester Nebendarsteller                                   | Gewonnen      | Kieran Culkin            |
| Los Angeles Film Critics Association (2024)        | Bestes Drehbuch                                          | Gewonnen      | Jesse Eisenberg          |
| Los Angeles Film Critics Association (2024)        | Beste Nebenrolle                                         | Gewonnen      | Kieran Culkin            |
| National Society of Film Critics (2025)            | Bestes Drehbuch                                          | Gewonnen      | Jesse Eisenberg          |
| National Society of Film Critics (2025)            | Bester Nebendarsteller                                   | Gewonnen      | Kieran Culkin            |
| Chicago Film Critics Association (2024)            | Bestes Originaldrehbuch                                  | Gewonnen      | Jesse Eisenberg          |
| Chicago Film Critics Association (2024)            | Bester Nebendarsteller                                   | Gewonnen      | Kieran Culkin            |
| Florida Film Critics Circle (2024)                 | Bester Nebendarsteller                                   | Gewonnen      | Kieran Culkin            |
| Kansas City Film Critics Circle (2024)             | Bester Nebendarsteller                                   | Gewonnen      | Kieran Culkin            |
| London Critics’ Circle (2025)                      | Bestes Drehbuch                                          | Gewonnen      | Jesse Eisenberg          |
| London Critics’ Circle (2025)                      | Bester Nebendarsteller                                   | Gewonnen      | Kieran Culkin            |
| San Diego Film Critics Society (2024)              | Bester Nebendarsteller                                   | Gewonnen      | Kieran Culkin            |
| Toronto Film Critics Association (2024)            | Bester Nebendarsteller                                   | Gewonnen      | Kieran Culkin            |
| Phoenix Film Critics Society (2024)                | Aufnahme in die Top-Ten-Filme                            | Gewonnen      | k. A.                    |
| Phoenix Film Critics Society (2024)                | Bester Nebendarsteller                                   | Gewonnen      | Kieran Culkin            |
| Washington DC Area Film Critics Association (2024) | Bestes Originaldrehbuch                                  | Gewonnen      | Jesse Eisenberg          |
| Washington DC Area Film Critics Association (2024) | Bester Nebendarsteller                                   | Gewonnen      | Kieran Culkin            |
| Philadelphia Film Critics Circle (2024)            | Bester Nebendarsteller                                   | Gewonnen      | Kieran Culkin            |
| Atlanta Film Critics Circle (2024)                 | Bester Nebendarsteller                                   | Gewonnen      | Kieran Culkin            |
| 4) Gewerkschaftspreise                             |                                                          |               |                          |
| American Cinema Editors (2025)                     | Bester Schnitt – Kinofilm (Komödie)                      | Nominiert     | Robert Nassau            |
| Screen Actors Guild Awards (2025)                  | Bester Nebendarsteller                                   | Gewonnen      | Kieran Culkin            |
| Casting Society of America (2025)                  | Bestes Casting – Kinofilm (Studio- oder Independentfilm) | Nominiert     | Jessica Kelly            |